# Matthias Duan Yinming
Matthias Duan Yinming (chiń. 段蔭明; pinyin Duàn Yìnmíng; ur. 22 lutego 1908 w Mutewehe w Cesarstwie Chińskim, zm. 10 stycznia 2001 w Chińskiej Republice Ludowej) – chiński duchowny rzymskokatolicki, członek Patriotycznego Stowarzyszenia Katolików Chińskich, biskup Wanxian w latach 1949–2001, ofiara prześladowań antykatolickich.

## Życiorys

### Do 1949
Matthias Duan Yinming urodził się 22 lutego 1908 w katolickiej rodzinie z Mutewehe w pobliżu Wanxianu. Studiował na Papieskim Uniwersytecie Urbaniana w Rzymie, który ukończył ze stopniem magistra teologii. Święcenia kapłańskie przyjął 27 marca 1937 w Rzymie. Następnie wrócił do Chin, gdzie pracował jako rektor Wyższego Seminarium Duchownego w Wanxian. Podczas II wojny światowej był kapelanem armii amerykańskiej w Chongqing.

### Pontyfikat
9 czerwca 1949 papież Pius XII mianował ks. Matthiasa Duan Yinminga ordynariuszem Wanxian. Sakrę biskupią przyjął 18 października 1949 z rąk arcybiskupa Chongqing Louisa Gabriela Xaviera Jantzena MEP. Współkonsekratorami byli biskup Suifu René Désiré Romain Boisguérin MEP i biskup Shunqing Paul Wang Wencheng.
Jego rządy w diecezji przypadły na okres prześladowań antykatolickich, które rozpętali komuniści. W 1954 bp Matthias Duan Yinming został aresztowany i skazany za przestępstwa kontrrewolucyjne. Kolejne lata spędził w obozach pracy przymusowej na plantacji bawełny, w fabryce baterii i w innych przedsiębiorstwach państwowych (z krótką przerwą na przełomie 1966 i 1967 zakończoną torturami Czerwonej Gwardii i powrotem do obozu za odmowę zniszczenia figury Matki Bożej). Jednak jako jednemu z nielicznych biskupów wyświęconych przed prześladowaniami udało mu się przeżyć rewolucję kulturalną. Po odwilży, w 1979, władze umożliwiły mu powrót do posługi biskupiej. Był członkiem Patriotycznego Stowarzyszenia Katolików Chińskich, ale zachował wierność papieżowi. Należał do grona chińskich biskupów, którym papież udzielił specjalnych uprawnień umożliwiających wyświęcanie nowych biskupów bez wcześniejszej aprobaty Stolicy Apostolskiej, z których to skorzystał dziesięciokrotnie. W 1998 św. Jan Paweł II zaprosił go do udziału Synodzie Biskupów w Rzymie jednak władze pekińskie nie zgodziły się na wyjazd. Bp Duan Yinming zmarł w 2001 w wieku 93 lat jako ostatni z chińskich biskupów jawnie mianowanych przez Piusa XII.